# Eleanor Steber

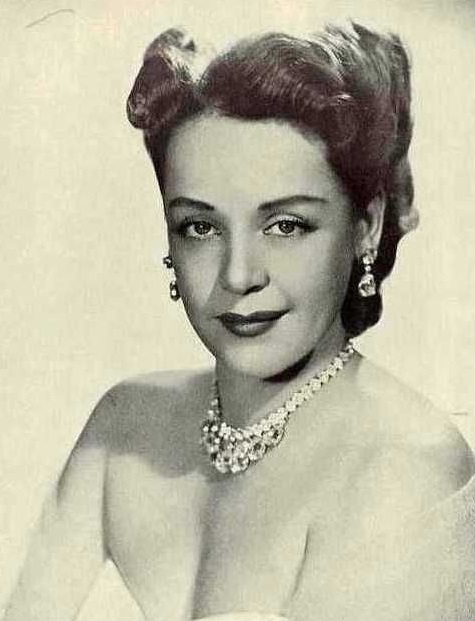
Eleanor Steber (1952)

Eleanor Steber (Wheeling, 17 luglio 1914 – Langhorne, 3 ottobre 1990) è stata un soprano statunitense.

## Biografia
Nata in una famiglia di musicisti, frequentò il conservatorio di Boston e studiò successivamente a New York con Paul Althouse, debuttando nel 1936 a Boston (Commonwealth Opera) nel ruolo di Senta de L'olandese volante.
Nel 1940, dopo aver vinto il concorso "Met Auditions of the Air", debuttò al Metropolitan come Sophie ne Il cavaliere della rosa, iniziando una lunghissima carriera al Met, apparendovi in 427 rappresentazioni e 33 ruoli fino al 1966.
Fu presente inoltre negli altri maggiori teatri degli Stati Uniti (fra cui Washington, Philadelphia, Baltimora, Chicago, Los Angeles, San Francisco) e in importanti sedi europee, come Glyndebourne, Edimburgo, Salisburgo, Bayreuth, Maggio Musicale Fiorentino (dove fu protagonista di una storica edizione di Fanciulla del west diretta da Dimitri Mitropoulos).
Il repertorio, decisamente vasto, fu rivolto in primo luogo a Mozart, in particolare i ruoli di Donna Anna, Donna Elvira, Contessa di Almaviva, Fiordiligi, Costanza, oltre ad opere di Verdi (La traviata, Don Carlo, Otello, Falstaff), Wagner (L'olandese volante, Lohengrin, I maestri cantori di Norimberga, L'oro del Reno), Puccini (La fanciulla del west, Madama Butterfly, Tosca). Fu inoltre, per gli Stati Uniti, nel 1955 la prima Arabella e nel 1959 la prima Marie in Wozzeck,  oltre al ruolo della protagonista nella prima mondiale di Vanessa di Samuel Barber nel 1958.
Abbandonò le scene con un'ultima recita al Met di Fanciulla del west nel 1966. Successivamente insegnò a Cleveland e alla Juilliard School di New York.

## Repertorio
| Ruolo                             | Titolo                          | Autore           |
| --------------------------------- | ------------------------------- | ---------------- |
| Vanessa                           | Vanessa                         | Barber           |
| Marzelline                        | Fidelio                         | Beethoven        |
| Marie                             | Wozzeck                         | Berg             |
| Cassandra                         | I Troiani                       | Berlioz          |
| Micaëla                           | Carmen                          | Bizet            |
| Miss Grose                        | Il giro di vite                 | Britten          |
| Miss Wingrave                     | Owen Wingrave                   | Britten          |
| Marguerite                        | Faust                           | Gounod           |
| Manon Lescaut                     | Manon                           | Massenet         |
| Ilia                              | Idomeneo                        | Mozart           |
| Costanza                          | Il ratto dal serraglio          | Mozart           |
| Contessa d'Almaviva               | Le nozze di Figaro              | Mozart           |
| Donna Anna Donna Elvira           | Don Giovanni                    | Mozart           |
| Fiordiligi                        | Così fan tutte                  | Mozart           |
| Pamina Prima dama                 | Il flauto magico                | Mozart           |
| Antonia Giulietta La Musa         | I racconti di Hoffmann          | Offenbach        |
| Manon Lescaut                     | Manon Lescaut                   | Puccini          |
| Floria Tosca                      | Tosca                           | Puccini          |
| Cio-Cio-San                       | Madama Butterfly                | Puccini          |
| Minnie                            | La fanciulla del West           | Puccini          |
| Rosalinde                         | Il pipistrello                  | Strauss, Johann  |
| La Marescialla Sophie von Faninal | Il cavaliere della rosa         | Strauss, Richard |
| L'Imperatrice                     | La donna senz'ombra             | Strauss, Richard |
| Arabella                          | Arabella                        | Strauss, Richard |
| Violetta Valéry                   | La traviata                     | Verdi            |
| Elisabetta di Valois              | Don Carlo                       | Verdi            |
| Desdemona                         | Otello                          | Verdi            |
| Mrs Alice Ford                    | Falstaff                        | Verdi            |
| Senta                             | L'olandese volante              | Wagner           |
| Elsa di Brabante                  | Lohengrin                       | Wagner           |
| Woglinde                          | L'oro del Reno                  | Wagner           |
| Eva                               | I maestri cantori di Norimberga | Wagner           |
| Uccellino del bosco               | Sigfrido                        | Wagner           |
| Fanciulla fiore                   | Parsifal                        | Wagner           |

## Discografia

### Incisioni in studio
- Madama Butterfly, con Richard Tucker, Giuseppe Valdengo, Jean Madeira, dir. Max Rudolf - Columbia-Philips 1949
- Faust, con Eugene Conley, Cesare Siepi, Frank Guarrera, dir. Fausto Cleva - Columbia-Philips 1951
- Così fan tutte, con Blanche Thebom, Roberta Peters, Richard Tucker, Frank Guarrera, dir. Fritz Stiedry - Columbia 1952
- Vanessa, con Nicolai Gedda, Regina Resnik, Giorgio Tozzi, dir. Dimitri Mitropoulos - RCA 1958

### Registrazioni dal vivo
- Fidelio (Marzelline), con Rose Bampton, Jan Peerce, Nicola Moscona, Herbert Janssen, dir. Arturo Toscanini - New York 1944 RCA
- Le nozze di Figaro, con Ezio Pinza, Bidu Sayão, John Brownlee, Jarmila Novotná, dir. Bruno Walter - Met 1944 ed. BWS
- Don Giovanni (Donna Elvira), con Ezio Pinza, Salvatore Baccaloni, Florence Kirk, Charles Kulman, dir. George Szell - Met 1944 ed. Archipel/Walhall
- La traviata, con Giuseppe Di Stefano, Robert Merrill, dir. Giuseppe Antonicelli - Met 1949 ed. Melodram/Myto/Naxos
- Il cavaliere della rosa (Marschallin), con Risë Stevens, Erna Berger, Emanuel List, Giuseppe Di Stefano, dir. Fritz Reiner - Met 1949 ed. Arlecchino/Naxos
- Lohengrin, con Brian Sullivan, Margaret Harshaw, Sigurd Björling, dir. Fritz Stiedry - Met 1953 ed. Gala
- Lohengrin, con Wolfgang Windgassen, Astrid Varnay, Hermann Uhde, Josef Greindl, dir. Joseph Keilberth - Bayreuth 1953 ed. Decca/Teldec/Naxos/Membran
- La fanciulla del west, con Mario Del Monaco, Giangiacomo Guelfi, dir. Dimitri Mitropoulos - Firenze 1954 ed. Cetra/Arkadia/Myto
- La donna senz'ombra (Kaiserin), con Set Svanholm, Elisabeth Hongen, dir. Karl Böhm - Vienna 1953 ed. Golden Melodram
- Don Giovanni (Donna Elvira), con George London, Fernando Corena, Margaret Harshaw, Eugene Conley, dir. Max Rudolf - Met 1954 ed. Walhall
- Don Carlo, con Richard Tucker, Jerome Hines, Ettore Bastianini, Blanche Thebom, dir. Kurt Adler - Met 1955 ed. Myto/Andromeda
- Idomeneo (Ilia), con Costantin Ego, David Lloyd, Kostas Paskalis, dir. Jonel Perlea - Atene 1955 ed. Walhall
- Arabella, con George London, Hilde Gueden, Ralph Hebert, Brian Sullivan, dir. Rudolf Kempe -  Met 1955 ed. Voce Della Luna/Andromeda
- Don Giovanni (Donna Anna), con Cesare Siepi, Lisa Della Casa, Fernando Corena, Roberta Peters, Jan Peerce, dir. Karl Böhm - Met 1957 ed. Melodram
- Don Giovanni (Donna Anna), con George London, Ezio Flagello, Lisa Della Casa, Cesare Valletti, dir. Karl Bohm - Met 1959 ed. Opera Lovers
- Tosca, con Carlo Bergonzi, George London, dir. Kurt Adler - Met 1959 ed. Myto/Living Stage